# Knol
Knol war ein Onlinedienst des Unternehmens Google Inc. Angemeldete Autoren konnten Artikel anlegen, die Knols genannt wurden und öffentlich gelesen werden konnten. Die Bezeichnung Knol leitete sich vom englischen Wort knowledge (deutsch: Wissen) ab. Das Projekt startete am 23. Juli 2008, seit dem 30. Oktober 2008 stand auch ein deutschsprachiges Portal zur Verfügung. Am 1. Mai 2012 wurde das Projekt eingestellt.

## Entwicklungsgeschichte
Knol wurde am 13. Dezember 2007 angekündigt und ging in einer Beta-Version am 23. Juli 2008 zunächst in englischer Sprache ans Netz. Der geistige Vater von Knol ist der israelische Informatiker Udi Manber. Laut dem offiziellen Google-Blog war Cedric Dupont der Produktmanager und Michael McNally der Software-Entwickler von Knol.
Knol wurde seitdem weiterentwickelt. Nachdem sich Google Ende 2008 und Anfang 2009 von einigen Projekten trennte, wurde gemutmaßt, dass Knol eines der nächsten Projekte sei, an die Google die „Axt anlegen“ würde. Zwei Tage nachdem Google sechs seiner Projekte einstellte (unter anderem das „Google Notizbuch“ und die Upload-Funktion bei „Google Video“) trat Google auf seinem offiziellen Blog Gerüchten entgegen, dass Knol geschlossen werde. Anlass war die Veröffentlichung des 100.000. Knols.
Google teilte am 22. November 2011 mit, dass ab dem 30. April 2012 Knol nicht mehr öffentlich lesbar sein wird. Bis zum 1. Oktober 2012 konnten noch vorhandene Daten heruntergeladen werden, danach wurde der Dienst komplett geschlossen. Artikel konnten in das Projekt Annotum übertragen werden.

## Funktion und Prinzipien

### Funktionsprinzip
Grundprinzip von Knol war, dass jeder Artikel von einem einzigen Autor verfasst wird. Abweichend von dieser Voreinstellung konnte ein Artikel allerdings bis zu zehn „Eigentümer“ und bis zu zehn „Autoren“ umfassen. Der Autor konnte sich zudem dazu entscheiden, den Artikel für andere zur Bearbeitung moderiert oder völlig frei zu öffnen. Andere Nutzer konnten Änderungen an einem Artikel vorschlagen sowie ihn kommentieren und bewerten. Die Kommentierung erfolgte vergleichbar wie mit einem Blog.
Es war auch möglich, dass unterschiedliche Autoren zu ein und demselben Thema Artikel anlegen. War dies der Fall, sollte die Bewertung der Beiträge durch Nutzer dazu führen, dass der am besten bewertete Artikel an erster Stelle erscheint.

### Bearbeitungsmöglichkeiten
Gängige Text- und Absatzformatierungen waren möglich, Bilder konnten eingebunden werden und Text- und Hintergrundfarben gewählt werden. Außerdem ließen sich Bearbeitungen mit HTML einfügen. Im Gegensatz zu Wikipedia konnten in Knol keine internen Hyperlinks verwendet werden, auch gab es keine Kategorienfunktionen für den jeweiligen Artikel. Externe Links konnten in die Knol-Artikel hingegen problemlos eingebunden werden. Zudem war es möglich, Word-Dateien (doc), Excel-Tabellen (xls), Textdateien und PDF-Dateien zu importieren.

### Inhaltliche Richtlinien
Ein Thema sollte innerhalb eines Knol-Artikels möglichst abgeschlossen behandelt werden. Innerhalb von Knol waren bestimmte Inhalte nicht zugelassen – Pornografie beispielsweise war verboten und auch diskriminierende Inhalte oder Äußerungen, die zur Gewalt gegen andere aufrufen. Tagebuch-Beiträge waren ebenfalls unerwünscht. Im Gegensatz zu Enzyklopädien waren auch Ratschläge, Lebenshilfen, Lehrgänge, Selbstdarstellung und eigene Forschungen zulässig. Auf Knol war zu lesen, dass sich das Portal auch als Mittel der Öffentlichkeitsarbeit versteht, z. B. war gewollt, dass Firmen Artikel über ihre gewerblichen Produkte einstellen. Die Knol-Richtlinien („Things to do“) hielten die Autoren an, in den Artikeln ihre persönliche Meinung zum Ausdruck zu bringen, da sie die Verantwortung für den Artikel ja auch mit ihrem Namen selbst trugen. Artikel, die gegen Richtlinien verstießen, konnten „geflaggt“, d. h. gemeldet werden.

### Autoren-Orientierung
Durch die Politik, namentlich gekennzeichnete Artikel zu veröffentlichen, versprach sich Google, dass ausgewiesene Experten ihr Wissen zur Verfügung stellen – sei es um ihren Ruf als Experten zu stärken, sei es aus Eitelkeit oder wirtschaftlichen Interessen. Die Autoren wurden, wenn sie es wünschten, in Knol jeweils mit Name, Vorname, Beruf, Fachgebiet und Portraitfoto vorgestellt.
Es bestand die Möglichkeit, dass Autoren an den neben ihren Artikeln eingeblendeten Google AdSense Werbeanzeigen finanziell beteiligt werden. Eine Suchfunktion stellte automatisch fest, ob der Inhalt zu mehr als 50 % im Internet bereits vorhanden ist. War dies der Fall, so wurde dies angezeigt und hatte mitunter die Konsequenz, dass die AdSense-Werbung entfällt (beispielsweise dann, wenn der Inhalt zu mindestens 50 % mit Wikipedia-Artikeln deckungsgleich ist).
Die Autoren konnten ihr Urheberrecht auf Wunsch uneingeschränkt und exklusiv ausüben, oder ihre Beiträge optional unter drei verschiedene Creative Commons-Lizenzen stellen („Creative Commons Attribution 3.0 License“, „Creative Commons Attribution 3.0 Noncommercial-License“ oder „Creative Commons Attribution-Share Alike 3.0“). Autoren behielten stets die Kontrolle über ihren Artikel. Sie konnten sich gegenseitig zur Begutachtung der Artikel einladen und auf Wunsch kollaborativ arbeiten.
In einer Leiste neben dem Artikel wurden fünf weitere Knols des Autors und Knols von anderen Autoren mit ähnlichem Inhalt angezeigt. Eine Suchfunktion ermöglichte die differenzierte Suche nach Knols in allen Sprachen. Sowohl die zehn Artikel mit der höchsten „Klickrate“ als auch die Autoren mit den am meisten „geklickten“ Artikeln wurden im koreanischen Portal aufgeführt. Zudem wurden die Weblinks von Artikeln anerkannter Autoren mit dem Attribut „Follow“ statt „Nofollow“ gesetzt.

### Experten-Debatten
Experten-Debatten zu aktuellen Themen boten die Möglichkeit, sich in die Diskussionen aktiv einzumischen. Die Themen der jeweiligen Debatten wurden in dazugehörenden Foren vorgeschlagen und abgestimmt. Die Experten-Debatten konnten von den Knol-Nutzern bewertet und kommentiert werden. Zudem ermunterte Google-Knol dazu, vollständige Kritiken zu schreiben oder dem Autor der Debatten-Seiten Änderungen vorzuschlagen.
Die Experten-Debatten wurden Mitte Oktober 2008 in Google-Knol eingefügt, als Knol-Artikel in den Suchergebnissen unerwartet schlecht abschnitten. Marshall Kirkpatrick vom Read Write Web hielt dies für sinnvoll, da angesichts der Präsidentschaftswahlen in den Vereinigten Staaten Millionen diese Debatten zur Kenntnis nehmen und dadurch Knol kennenlernen würden.

## Rezeption
Knol wurde in den Medien anfangs vielfach als Konkurrenz zur Online-Enzyklopädie Wikipedia wahrgenommen. Die Bewertungen gehen dabei auseinander. Später wurde Knol vorwiegend als ein weiteres, ergänzendes Format angesehen, über dessen Erfolg oder Misserfolg die Zeit und die Nutzer entscheiden würden. Google selbst sah seine Plattform nicht als Wikipedia-Konkurrenz. Der Projektmanager Cedric Dupont widersprach Bedenken, Knol-Artikel innerhalb der Suchmaschine Google zu bevorzugen.
Wikipedia-Gründer Jimmy Wales vermutete im Wall Street Journal, dass die Website „mit vielen Einzelmeinungen statt Lexikon-Inhalten“ aufwarten werde. Florence Devouard (Vorsitzende der Wikimedia Foundation bis Juli 2008) hingegen äußerte in Hinblick auf finanzielle Aspekte: „Knol ist wahrscheinlich unsere größte Bedrohung seit der Gründung von Wikipedia. Ich meine wirklich die größte.“
Der Spiegel-Autor Frank Patalong schätzte Knol dagegen eher als Konkurrenz zu Fachzeitschriften ein und vergleicht Knol mit einer Datenbank für Monografien. Spiegel Online-Autor Konrad Lischka hebt insbesondere Ähnlichkeit zu bestehenden Autoren-Formaten wie About.com und der deutschen Suite101.de hervor – dort allerdings „müssen Autoren sich bewerben“. Florian Rötzer schrieb in Telepolis unter anderem: „Ohne eine wirkliche Klammer wird Knol keine Enzyklopädie werden.“ Im gleichen Magazin befürchtet der Autor Helmut Merschmann Schleichwerbung und Auftragsarbeiten der Industrie. J. Gross, Autor der Süddeutschen Zeitung, kritisierte ebenso Schleichwerbung, „Halbwissen“ und Plagiate, insbesondere bei medizinischen Fachartikeln. So sei „eine klare Trennung von Gesundheitsinformation und Public Relation“ nicht vorhanden.
Unter Bezug auf die Meinungsfreiheit sind teils umfassende Sorgen geäußert worden. Danny Sullivan warnte davor, dass Knol im Erfolgsfall für Google eine Möglichkeit sein könnte, andere Inhaltsanbieter sowie Wettbewerber im Suchmaschinenmarkt zu verdrängen.